# 片江
片江（かたえ）は、福岡県福岡市城南区にある地名。大字片江と1丁目から5丁目までが設置されている。郵便番号は814-0142。

## 概要
福岡市城南区の南部に位置する。主に住宅地であるが、西側で福岡大学に隣接していることから学生寮や留学生会館があり、学生街としても発展している。

## 歴史

### 町域の変遷
| 住居表示実施後           | 実施年月日         | 住居表示実施前（各大字の一部） |
| ------------------------ | ------------------ | ------------------------------ |
| 片江一丁目から片江五丁目 | 1982年（昭和57年） | 大字堤・大字片江               |

## 主な施設
- 城南市民センター[2]
- 城南市民プール[3]
- 福大第三食堂売店
- サニー北片江店[4]
- マックスバリュエクスプレス片江店[5]
- 西日本鉄道片江自動車営業所
- 日本文化センター福岡営業所
- 松永病院
- 福岡市立片江小学校

## 交通

### 道路
- 福大通り
- 福岡市道大濠東油山線（油山観光道路）
- 国道202号
- 福岡高速環状線5号線

### 鉄道
町内に鉄道駅はない。

### バス
- 西鉄バス
  - 城南市民プール前
  - 北片江
  - 片江営業所
  - 福大前
  - 東七隈
  - 小松ケ丘
  - 片江三丁目
  - 片江小学校前
  - さくら病院前

町内に西鉄バスの営業所がある。